# Пилипенко Віктор Васильович
Віктор Васильович Пилипенко (16 червня 1934, село Ольшаниця, тепер Рокитнянського району Київської області — 9 квітня 2016, місто Одеса) — український радянський діяч, начальник Дунайського і Чорноморського пароплавств. Депутат Верховної Ради УРСР 10—11-го скликань. Народний депутат України 1-го скликання. Член ЦК КПУ в 1990—1991 р.

## Біографія
Народився в родині лісничого і фельдшера. Трудову діяльність розпочав у 1947 році сторожем в лісництві. У 1953 році закінчив сільську середню школу.
У 1953—1958 роках — студент експлуатаційного факультету Одеського інституту інженерів морського флоту, інженер-експлуатаційник.
Член КПРС з 1958 року.
У 1958—1960 роках — черговий оператор служби експлуатації, диспетчер служби експлуатації, старший інженер-диспетчер відділу пасажирських перевезень Далекосхідного пароплавства. У 1960—1964 роках — груповий диспетчер, заступник головного диспетчера Далекосхідного пароплавства. У липні 1964 — квітні 1966 року — головний диспетчер Далекосхідного пароплавства. У квітні 1966 — 1968 року — начальник служби експлуатації (перевезень і руху флоту) Далекосхідного пароплавства — заступник начальника Далекосхідного пароплавства з флоту.
У 1968—1975 роках — начальник Північно-Східного управління морського флоту СРСР в селищі Тіксі Якутської АРСР.
У лютому 1975 — квітні 1976 року — начальник Ренійського морського торговельного порту Одеської області.
У квітні 1976 — травні 1977 року — заступник начальника Радянського Дунайського пароплавства з експлуатації флоту і портів.
У травні 1977 — листопаді 1986 року — начальник Радянського Дунайського пароплавства.
У листопаді 1986 — листопаді 1992 року — начальник Чорноморського морського пароплавства.
У 1992—1996 роках — президент Державної адміністрації морського транспорту України.
З квітня 1996 року — на пенсії в місті Одесі, де й помер. Похований в місті Малині Житомирської області.

## Нагороди
- орден Жовтневої Революції (1986)
- орден Трудового Червоного Прапора (1974)
- орден Дружби народів (1981)
- орден «Знак Пошани» (1971)
- медаль «За трудову доблесть» (1966)
- медаль «За доблесну працю. В ознаменування 100-річчя з дня народження Володимира Ілліча Леніна» (1970)
- медаль «За відзнаку в охороні державного кордону» (1979)
- медаль «Ветеран праці» (1985)
- медаль «300 років російського флоту» (1996)
- медаль «70 років ВЧК-КДБ» (1998)
- медаль «120 років Й. В. Сталіну» (1999)
- почесна медаль Радянського Фонду миру (1986)
- золота медаль ВДНГ (1985)
- срібна медаль ВДНГ (1970)
- «Почесний полярник СРСР» (1973)
- «Почесний працівник морського флоту СРСР» (1976)
- «Відмінник народної освіти» (1975)
- знак «Прикордонним 70 років» (1988)
- нагрудний знак «Відмінник прикордонних військ» 1 і 2 ступенів
- Почесна грамота Президії Верховної Ради Української РСР
- Почесна грамота Президії Верховної Ради Якутської АРСР
- Золотий орден Праці (Болгарія, 1983)
- медаль «100 річчя визволення Болгарії» (Болгарія, 1978)
- медаль «40 років соціалістичної Болгарії» (Болгарія, 1984)
- Відмінник транспорту (Болгарія, 1981)
- Відмінник прикордонних військ 1 ст. (Болгарія, 1984)
- Відмінник прикордонних військ (Польща, 1984)
- Почесний працівник Українського Дунайського пароплавства

## Пам'ять
В Ізмаїлі, на будинку де проживав Віктор Пилипенко, встановлено пам'ятну дошку.

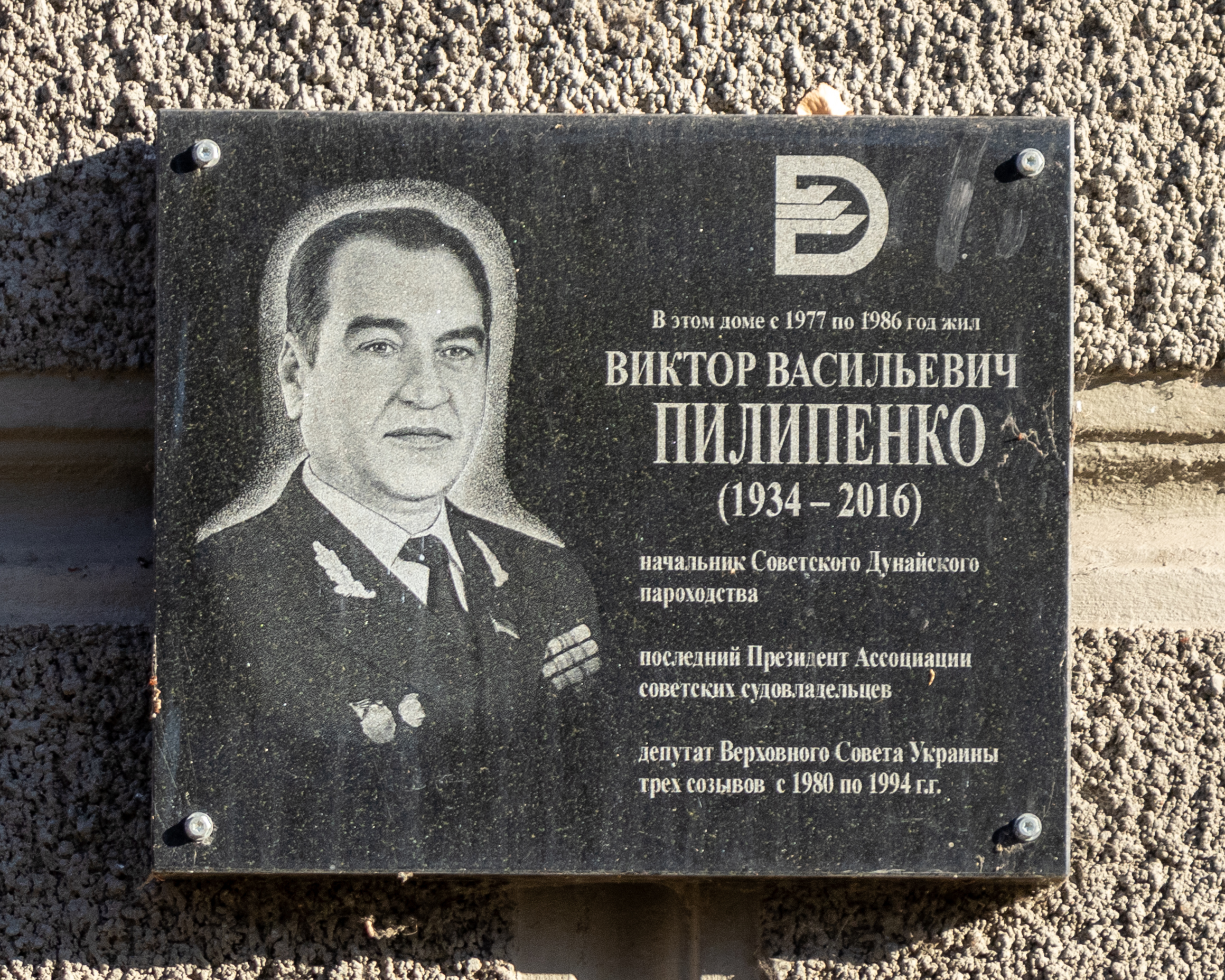